# Lisznyópatak
Lisznyópatak (román neve Lisnău-Vale) falu Romániában, Kovászna megyében, Uzon községhez tartozik.

## Fekvése
Lisznyótól 3 km-re keletre fekszik, részben magyar és román ajkúak lakják.

## Története
1956-ban 225 lakosa volt.
1966-ban 179 lakosból 74 román, 105 magyar.
1977-ben 134 lakosból 66 román, 67 magyar.
1992-ben 97 lakosból  53 román, 43 magyar.

## Látnivalók
Az egykori Temesváry-kertben édes-kénes ásványvízforrás tör a felszínre, ahol  régebben reumatikus bántalmakban szenvedők keresték fel és melegített vizét fürdőkúrára használták.
A hagyomány szerint a település fölötti hegygerincen van az egykori Törökvár és a Barabások vára.
Lisznyópatakról turistajelzés vezet fel a Bodzafordulói-hegyek gerincére, s annak legmagasabb pontjára, az 1029 méter magas Szeredő-pontra.
A tetőtől déli irányban – a gerincen fekvő Kukuly pusztáján tavasszal tömegesen nyílik a hóvirág.